# Avidya
La palabra Avidya  significa ‘ignorancia’. Es lo opuesto de vidya (conocimiento o sabiduría), se usa mucho en textos de budismo e hinduismo; la cual se caracteriza en las diferentes doctrinas dhármicas como una de las causas que nos mantiene alejados de conocer la verdad de la realidad última, al mantenernos alejados de alcanzar el estado de la iluminación.

## Nomenclatura y etimología
- avidyā en sánscrito
  - अविद्या en letra devanagari.
- wylie: ma rig pa en idioma tibetano
- avijja en idioma pali
- mu myeong en coreano
  - 무명 en letra hangul
  - 無明 en letra hanja
- 無明 (mumyō) en japonés
- 無明 (wú míng) en chino

La palabra se deriva de la raíz protoindoeuropea *weid-, que significa ‘ver’ o ‘conocer’. Esta palabra está emparentada con el verbo en latín videre (‘ver’) y el inglés wit.
Tanto a-vidia (sánscrito) como ma-rigpa (tibetano) son palabras compuestas de, un prefijo negativo (a en el caso del sánscrito y ma en el caso del tibetano) y la palabra ‘verdad’.
En ambos casos, estos términos denotan la percepción de la realidad de una manera ilusoria y errónea.

## En el Hinduismo
En el hinduismo está representado en la figura de Apasmara, quien representa la ignorancia espiritual y el discurso sin sentido que nos mantiene en Maya.

### En la doctrina advaita
La función de la Avidya es suprimir la naturaleza real de las cosas y presentar algo distinto en su lugar. En esencia no es diferente del concepto de Maya (ilusión), pero a su vez es una de sus causas. La Avidya se relaciona con el alma individual mientras que Maya es la expresión de la divinidad; cuando la ignorancia se extiende a todo el universo.
En ambos casos, la ignorancia provoca la sensación de diferenciación que rompe la unidad original (no dualidad) entre Brahman y la persona, entre lo que es real y lo que es irreal, separando todo en sujeto y objeto. Lo que mantiene al alma cautiva del samsara (ciclo de nacimiento, muerte y reencarnación) es esta Avidya.
La palabra Avidya puede significar: que no percibimos la unidad fundamental de todo y, por tanto, vemos la realidad como si de un sujeto («yo») se tratara, rodeado de objetos y de los «otros»; puede significar que no nos damos cuenta de que todo está estrechamente interrelacionado y que una circunstancia nos lleva a su opuesto (el placer y el dolor, lo bueno y lo malo, etc.); puede significar que, al enfocar la mente en los detalles perdemos la visión holística y omniabarcante, ignorando su unidad y centrándonos en cosas y objetos que, en realidad, no tienen existencia separada, según las enseñanzas budistas. Esta ignorancia no se debe a falta de erudición o inteligencia; es ignorancia acerca de la naturaleza del ser (en sánscrito: sat, lo que no perece nunca, ni en el pasado, ni el presente, ni en el futuro). Es una limitación que es connatural a los sentidos humanos o a su aparato intelectual. Es la responsable de la miseria de la humanidad. La rama advaita del hinduismo, mantiene que la erradicación de la Avidya debería ser la única meta de la humanidad y que esta implicará automáticamente la realización del ser (en sánscrito atma).
Según Michael Talbot nuestros sentidos no están separados de lo que hay «ahí fuera», sino que se interrelacionan con ello, creando de algún modo el mundo que nos rodea. La percepción implica una actividad cognitiva, y por lo tanto no es meramente pasiva significando esto que «pensamos» lo que vemos. El mundo, como tal, existe a causa de la Avidya o es dependiente de esta.

## En el Budismo
Si bien en el budismo  la ignorancia es un concepto abstracto, suele a veces y especialmente en el contexto de las Doce Nidanas (eslabones del origen dependiente) y en algunas iconografías tibetanas, representarse la avidya como una anciana que camina a tientas, perdida, como a ciegas; sin embargo su principal representación en el budismo la podemos encontrar dentro del Bhavachakra (la rueda de la vida), en la cual Avidya se suele representan como un cerdo en el centro de la rueda. El cerdo simboliza la ignorancia porque en la tradición hindú se le considera un animal que vive en la suciedad y no discrimina entre lo puro e impuro. Acompañado por una serpiente (odio) y un gallo (deseo), muestra cómo la ignorancia impulsa las demás aflicciones. Estas representaciones son más un símbolo doctrinal que una entidad propiamente tal con mitos o culto asociado. Su uso es didáctico, no literal.

### Origen del sufrimiento
La Avidya juega un papel clave en la doctrina budista, que la considera la causa primaria del sufrimiento en el samsara.
- Es una de las tres klesas y por ello conduce a la ansiedad y al apego (upadana).
- Es el primer eslabón del concepto de pratītyasamutpāda y los demás eslabones dependen de ella.
- Es el primer radio de bhavacakra y todos los estados posteriores se derivan de ella.

#### De uno a seis aspectos
La Avidya es una falta de conocimiento, y se puede asociar con la intención. Tiene tres aspectos que están asociados con los tres tipos de vedana (sensación), cuatro aspectos como asociada con el desconocimiento de las Cuatro nobles verdades, y cinco aspectos como asociada con el enmascaramiento de los cinco destinos (ver samsara, la reencarnación). La Avidya tiene seis aspectos como asociada con cualquiera de las «seis puertas», los seis sentidos.

#### Desarraigar la Avidya
El antídoto para la Avidya es la «sabiduría»  y se logra mediante la práctica de la conciencia plena o atención (sati), la paciencia (kshanti) y la meditación budista (samadhi, dhyana, zen, etc) las tres enseñanzas que se incorporan en las prácticas budistas del noble camino óctuple y las pāramitās (‘perfecciones’).

## Paralelismos y similitudes con otras tradiciones
En el Taoísmo podemos encontrar indirectamente la presencia de la ignorancia, mediante el no reconocer la mutación perpetua (que se refiere a la idea de que nada es permanente, y todo en el universo está en constante cambio y evolución) presente en la realidad del universo; y el no reconocer la unidad con el Tao, y su presencia en todo lo existente.